# Love That Man
Love That Man è un singolo della cantante statunitense Whitney Houston, incluso nell'album del 2002 Just Whitney. Il brano è stato estratto come quarto ed ultimo singolo dell'album.

## Tracce
12" Vynil
1. Love That Man (Peter Rauhofer New NYC Mix)
2. Love That Man (Peter Rauhofer Retro Mix)
3. Love That Man (Pound Boys Love That Mix)
4. Love That Man (Pound Boys Love That Dub)

CD Single
1. Love That Man (Album Version)
2. Love That Man (Pound Boys R & B Mix)
3. Love That Man (Peter Rauhofer Retro Radio Edit)
4. Love That Man (Peter Rauhofer Retro Remix)
5. Love That Man (Peter Rauhofer NYC Mix)
6. Love That Man (Peter Rauhofer Vocal Mix)
7. Love That Man (Ultimix 99)
8. Love That Man (DJ Donnie Remix)